# هاوک ۳۴۵۲
سیارک ۳۴۵۲ (به انگلیسی: 3452 Hawke، نامگذاری:1980OA) سه هزار و چهارصد و پنجاه و دومین سیارک کشف شده‌است که در ۱۷ ژوئیه ۱۹۸۰ کشف شد.
قدر مطلق سیارک برابر ۱۳٫۲۰ است.